# Тахір II
Тахір II (*д/н — 862) — 4-й емір Держави Тахірідів в 845—862 роках.

## Життєпис
Походив з перської династії Тахіридів. Син еміра Абдалли ібн Тахіра. У 830-х роках за наказом батька здійснив похід на схід Мавераннахра, щоб усунути загрозу тюрків-огузів. У 839—840 роках спільно з Саманідами завдав поразки останнім.
У 845 році після смерті батька стає новим правителем Хорасану, незважаючи на намір халіфа аль-Ватіка, який намагався замінити Тахіра іншим представником роду Тахіридів, більш вірним Багдаду. Але зрештою аль-Ватік вимушений був погодитися зі встановленням спадковості в керуванні Хорасаном, Табаристаном, Горганом, Керманом, Мавераннахром і Сістаном.
На відміну від батька Тахір II мало приділяв уваги зміцненню кордонів, збереженню соціального спокою в державі, не проводив активної зовнішньої політики. Наслідком цього були повстання в сусідніх з Хорасаном провінціях, у Мавераннахрі значно зміцнили владу Саманіди, де емір Хорасану фактично володів з 856—857 років лише Бухарською оазою, Кашкадарбя та Сурхандарья. Наприкінці правління Тахіра II в Сістані, скориставшись повстанням селян, яке не змогли придушити війська еміра, посилилися Саффариди. Але вплив Тахіра II в Персії та Середній Азії все ще залишався значним.
Помер у 862 році. Відповідно до заповіту еміром став його син Мухаммад ібн Тахір.